# Fotókönyv
Manapság már a fotókönyv tulajdonképpen egy digitalizált fotóalbum, amelyet készítője egy online ingyenes szerkesztő program/ szoftver segítségével könnyedén összeállíthat. A fotókönyv egy „valódi” könyv, nyomtatott oldalakkal, melyeken saját fényképeink szerepelnek, ízléses elrendezésben. Ötvözete a legmodernebb digitális nyomtatási technológia és a hagyományos könyvformátumnak.

## Fotókönyv fogalma
A fotókönyv kifejezésre nincs pontos definíció. Sokan úgy gondolják, hogy a fotókönyv egyfajta fényképkönyv, melyben a kép és a szöveg kompozíciója egymással narratív viszonyban jelenik meg. Későbbiekben kialakult az a nézet, amikor a fotókönyv professzionálisan érvényesítette az író és a fotográfus szerkesztői munkásságának harmóniáját. A köztudatban ennek ellenére úgy szerepelt, mint az a könyv, amely a fényképezésről és a fényképezőgépekről szóló képek gyűjteménye.
A fotókönyv jelentése az elmúlt években folyamatosan átalakult, mióta különálló termékcsoportként jelent meg a piacon. A fotókönyv eleinte a digitalizált fényképeket tartalmazta, némi grafikai elemmel, de a folyamatos fejlesztéseknek köszönhetően ma már lehetőség van számos háttér, képelrendezés, képkeret és képfelirat között választani. Számos apró és kreatív trükkel még jobban feldobhatjuk fotókönyvünk hangulatát.

## A fotókönyv szerkesztő program
A fotókönyv készítéséhez nincs más teendőnk, mint letölteni egy ingyenes szerkesztő programot, feltelepíteni a számítógépre, és elkezdhetjük a szerkesztést. Digitális fényképeinket ízlés szerint használhatjuk fel, többnyire korlátlan mennyiségben. A szerkesztő szoftverek általában nagyon felhasználóbarát programok, így a szerkesztés nagyon egyszerű bármilyen korosztály számára. A fotókönyvünket megszerkeszthetjük akár percek alatt, de eltarthat hónapokig is, ami természetesen attól függ, milyen volumenű téma kapcsán készül a fotókönyv.
A felhasználó a fotókönyvet általában megrendelheti online, a szerkesztő programon keresztül, vagy CD-re írva és a legtöbb fotószolgáltató üzletben lehetősége is nyílik leadni, mely alapján szakemberek végezhetik el a fotókönyv szerkesztését. Néhány szolgálatónál kihelyezett termináloknál is lehet fotókönyvet szerkeszteni, ezeken a helyeken általában személyes segítséget is kérhetünk.
A fotókönyvek elkészülési ideje szolgáltatótól, tehát a nyomtatás technikájától függően más és más. Lehet akár egy óra az elkészítés, de a különleges kötészeti eljárások, (pl. velencei kötés) vagy a digitális ofszetnyomda használata megkövetelheti a több napot, vagy akár hetet is. A kész fotókönyveket személyesen is átvehetjük a fotószolgáltató üzletekben, vagy többnyire lehetőségünk van a házhoz szállításra is.  A szerkesztő programnak köszönhetően a fotókönyv készítése rendkívül gyors és kényelmes időtöltés.

## Fotókönyv típusok

### Méret
Lehetőségünk van különböző méretű fotókönyvet szerkeszteni. A legkisebb akár zsebkönyv méretű is lehet, a legnagyobb viszont elérheti akár a lexikon méretet is.

### Borító anyaga
- kemény
- vászon
- puha
- füzet
- műbőr
- prémium vászon

### Felhasználható papírtípusok
- digitális fotópapír
- magas fényű fotópapír
- eredeti fotópapír

## Fotókönyv különleges alkalmakra
Manapság kevés időnk marad az ajándékvásárlásra, ha közeledik egy fontos esemény, és gyors megoldást nyújtanak az egyszerűen megkapható, nem túl bonyolult, de személytelen ajándékok. A fotókönyv készítése mindamellett, hogy rendkívül praktikus, megszemélyesíti az igazán személyes ajándékot is.
Néhány esemény, mely tökéletes témája lehet egy ötletes fotókönyv elkészítéséhez:
- esküvői fotókönyv
- baba fotókönyv
- család fotókönyv
- utazási fotókönyv
- szabadidő fotókönyv

Ezekről a témákról készült fotókönyvünk garantáltan sikeres lesz családunk és hozzátartozóink körében. Illetve ezekre az alkalmakra a fotókönyv lehet a tökéletes ajándék.

## Fotókönyv szerepe az üzleti szférában
A magánjellegű felhasználás mellett (fotókönyv készítése a kisbabánkról) közkedvelt termékké vált a fotókönyv. Legmeghatározóbb példák az üzleti kiadványok, termékkatalógus, éves beszámolók, céges évkönyvek, portfóliók, modellkönyvek, stb. készítése.